# Campagna di Hsinchu
La campagna di Hsinchu (11 giugno 1895 - 2 agosto 1895) fu un'importante campagna militare durante l'invasione giapponese di Formosa del 1895. La presa di Hsinchu da parte dei giapponesi, il 22 giugno 1895, fu seguita da diverse settimane di intensa attività di guerriglia e segnò l'emergere di un significativo movimento di resistenza formosano all'invasione giapponese.

## Contesto
I giapponesi speravano che l'occupazione di Taipei, avvenuta l'8 giugno 1895, avrebbe posto fine agli scontri a Formosa. Invece, il 26 giugno 1895 Liu Yongfu divenne capo del governo della Repubblica di Formosa, con capitale Tainan, e ciò rafforzò la volontà dei formosani di resistere agli invasori. Il risultato fu un sensibile aumento dell'attività di guerriglia contro i giapponesi. Con il passare del mese di giugno, divenne chiaro ai giapponesi che tutte le principali città dell'isola avrebbero dovuto essere occupate con la forza. La cattura di Tainan divenne per gli invasori un imperativo politico e strategico.

## Presa di Hsinchu
L'11 giugno 1895 la divisione della Guardia imperiale giapponese lasciò Taipei ed avanzò verso sud. I suoi obiettivi immediati erano le città di Tokoham (Distretto di Daxi) e di Tek-cham (Hsinchu). Il 22 giugno 1895 i giapponesi catturarono senza grandi sforzi Hsinchu. Le truppe cinesi della guarnigione di Hsinchu tolsero le uniformi e consegnarono le armi ai giapponesi non appena questi entrarono in città.

## Battaglia del monte Chienbishan
Mentre i giapponesi cercavano tenere libere le loro linee di rifornimento verso Taipei, le unità della milizia formosana continuarono ad operare intorno a Hsinchu. Il 10 luglio 1895 i giapponesi attaccarono le milizie hakka sulle alture di Chienbishan (尖筆山T), vicino alla città di Miaoli. I formosani erano trincerati, ma non avevano una moderna artiglieria. I giapponesi attaccarono da due lati e li sconfissero. Le perdite giapponesi furono di soli 11 uomini tra morti e feriti, mentre i corpi di 200 formosani morti furono recuperati sul campo di battaglia. I giapponesi fecero anche 110 prigionieri, uno dei quali era il leader della guerriglia Chiang Shao-tsu. L'11 luglio 1895 Chiang si suicidò assumendo oppio. Wu Tang-hsing assunse quindi il comando delle milizie hakka, chee il 23 luglio 1895 condusse in ritirata a Miaoli.

## Scontri presso Tokoham
Uno degli attacchi più riusciti degli insorti fu sferrato l'11 luglio 1895 contro un gruppo di 35 fanti giapponesi che stavano trasportando in barca rifornimenti da Taipei a Tokoham. I giapponesi caddero in un'imboscata e tutti i membri del gruppo, tranne uno, furono uccisi o feriti così gravemente da suicidarsi piuttosto che cadere vivi nelle mani del nemico. Un militare giapponese, il soldato Tanaka, riuscì a fuggire per portare la notizia di questo disastro ai suoi compagni. I giapponesi risposero inviando un distaccamento di cavalleria a perlustrare Tokoham. Durante il tragitto, i cavalieri giapponesi furono accolti calorosamente dagli abitanti del villaggio di Pankiu (Distretto di Banqiao, 板橋), dove viveva la ricchissima famiglia Lin Ben Yuan, ma appena usciti dal villaggio caddero in un'imboscata. Alcuni dei soldati riuscirono a tornare a Pankiu e furono ospitati dai domestici della famiglia Lin. I giapponesi inviarono due colonne nella zona e il 12 luglio 1895 si scontrarono con gli insorti per il possesso del villaggio di Long-tampo.
Un altro grave attacco fu sferrato il 12 luglio 1895 da un gruppo di insorti contro una colonna giapponese al comando del maggiore Bojo, anch'essa in marcia verso Tokoham. La colonna di Bojo, che comprendeva tre compagnie di fanteria e una piccola forza di genieri, cadde in un'imboscata dagli insorti. I giapponesi, circondati, combatterono strenuamente e i formosani non riuscirono a piegare la loro resistenza, ma gli uomini di Bojo restarono completamente tagliati fuori dalla forza principale giapponese. Alla fine, quattro soldati giapponesi si offrirono volontari per travestirsi da cinesi e andare a cercare aiuto. Raggiunsero la forza principale del maggior generale Yamane il 16 luglio 1895. I soccorsi furono inviati immediatamente: quando fu salvata, la colonna di Bojo era sull'orlo dell'esaurimento senza quasi più cibo né munizioni.

## Operazione di Sankakeng
Nell'ultima settimana di luglio i giapponesi condussero un'ampia campagna nei distretti tra Taipei e Hsinchu, con l'obiettivo di allontanare gli insorti dalle loro linee di rifornimento. Furono coinvolte tre colonne. La prima e più grande, composta da 2000 uomini sotto il comando personale del maggior generale Yamane, fu formata a Tokoham. La seconda e la terza colonna, 1000 uomini al comando del colonnello Naito e 600 uomini al comando del colonnello Matsubara, si riunirono rispettivamente a Haisoankau (Kaisanko) e a Taipei. Tutte e tre le colonne dovevano convergere su Sankakeng, dove si riteneva che gli insorti stessero radunando una grande forza. La colonna di Yamane partì da Tokoham il 22 luglio 1895, affrontò circa 500 insorti a cinque miglia da Sankakeng e li respinse. Il 23 luglio 1895, tuttavia, la colonna subì il contrattacco degli insorti, che seppero sfruttare bene il terreno. I giapponesi respinsero il contrattacco, ma le loro perdite furono di 2 morti e 22 feriti. Le perdite cinesi furono di 40 morti e probabilmente di molti più feriti. La sera del 23 luglio 1895 Yamane ricevette rinforzi dalle altre due colonne e il 24 luglio 1895, dispersi gli insorti, tutte e tre le colonne tornarono ai loro punti di partenza.

## Presa di Sinpu
Una settimana dopo le stesse tre colonne effettuarono una seconda operazione, mirata a sottomettere alcune bande sparse di insorti. Le colonne di Naito e Matsubara partirono da Haisoankau e Taipei il 29 luglio 1895, mentre quella di Yamane lasciò Tokoham il 31 luglio 1895. Questa volta l'obiettivo era il grande villaggio di Sinpu (Xinpu). Il 29 luglio 1895 la colonna di Naito combatté una feroce azione contro una forza di 400 insorti vicino a Haisoankau. Gli insorti furono sconfitti e la colonna di Naito continuò la sua marcia verso ovest, in direzione di Tiongleck. Le perdite giapponesi furono di 5 morti e feriti, mentre 64 corpi di cinesi furono recuperati sul campo di battaglia. Lo stesso giorno la colonna di Yamane scacciò un gruppo di insorti da una posizione difensiva su un altopiano tra Si-si e Yang-mei-leck. Nel frattempo, la colonna di Matsubara avanzò senza incontrare gli insorti e il 30 luglio 1895 occupò Tiongleck.
Il 1º agosto 1895 la colonna di Naito sostituì quella di Matsubara a Tiongleck, mentre gli uomini di Matsubara avanzarono verso Sinpu. Lo stesso giorno la colonna di Yamane scacciò gli insorti da Niu-lan-wa e avanzò verso Sinpu. I giapponesi esplorarono il terreno intorno a Sinpu e sconfissero un gruppo di insorti vicino alla porta orientale del villaggio. Mentre i giapponesi si preparavano a entrare nel villaggio, il cancello fu chiuso e, quando tentarono di scalare le mura, contro di loro fu aperto il fuoco. Era chiaro che gli invasori avrebbero dovuto combattere una grande azione per catturare Sinpu, e Yamane ripiegò ponendo l'accampamento a San-kap-tsui la notte del 1º agosto 1895.
Il 2 agosto 1895 le tre colonne giapponesi si riunirono e bombardarono e assaltarono Sinpu. Gli insorti si erano barricati all'interno delle case del villaggio, ma i giapponesi riuscirono ad abbattere le mura con la loro artiglieria, si fecero strada attraverso il villaggio e presero prigionieri un gran numero di insorti. Alcuni degli insorti rifiutarono di arrendersi e i giapponesi furono costretti a prendere d'assalto alcune case dove i nemici si erano barricati. Le perdite cinesi durante questo scontro furono di circa 150 morti, mentre le perdite giapponesi furono di soli 7 uomini tra morti e feriti. La cattura di Sinpu segnò la fine dell'operazione e le tre colonne giapponesi tornarono alle loro basi.